# Cryptorhopalum poorei
Cryptorhopalum poorei är en skalbaggsart som beskrevs av William James Beal 1975. Cryptorhopalum poorei ingår i släktet Cryptorhopalum och familjen ängrar. Inga underarter finns listade i Catalogue of Life.